# Lista siturilor arheologice din județul Brăila - Î
Lista siturilor arheologice din județul Brăila - Î conține toate siturile arheologice din județul Brăila înscrise în Repertoriul Arheologic Național (RAN) și aflate în localități al căror nume începe cu litera Î. RAN este administrat de Ministerul Culturii și Patrimoniului Național și cuprinde date științifice, cartografice, topografice, imagini și planuri, precum și orice alte informații privitoare la zonele cu potențial arheologic, studiate sau nu, încă existente sau dispărute.
Puteți căuta un sit din localitățile care încep cu litera Î folosind formularul de mai jos sau puteți naviga prin toate siturile din județ la Lista siturilor arheologice din județul Brăila.
| Cod RAN                                  | Denumire | Localitate     | Adresă                    | Datare                            | Descoperit | Coordonate                                    | Imagine           | Erori            |
| ---------------------------------------- | --- | -------------- | ------------------------- | --------------------------------- | ---------- | --------------------------------------------- | ----------------- | ---------------- |
| 43420.01.01 (Cod LMI: BR-I-m-B-02055.07) | Situl arheologic de la Însurăței - "Ferma Rubla" / ansamblu Popina I (Categorie: locuire) (Tip: Tell)                  | oraș Însurăței | Ferma Rubla               | Boian - Giulești                  |            |                                               | Încărcați imagine | Raportați eroare |
| 43420.01.02 (Cod LMI: BR-I-m-B-02055.03) | Situl arheologic de la Însurăței - "Ferma Rubla" / ansamblu Popina I (Categorie: locuire) (Tip: Tell)                  | oraș Însurăței | Ferma Rubla               | Gumelnița - A1, A2                |            |                                               | Încărcați imagine | Raportați eroare |
| 43420.01.03 (Cod LMI: BR-I-m-B-02055.02) | Situl arheologic de la Însurăței - "Ferma Rubla" / ansamblu Popina I (Categorie: locuire) (Tip: Așezare)               | oraș Însurăței | Ferma Rubla               | geto-dacică sec. IV - III a. Chr. |            |                                               | Încărcați imagine | Raportați eroare |
| 43420.01.04 (Cod LMI: BR-I-m-B-02055.04) | Situl arheologic de la Însurăței - "Ferma Rubla" / ansamblu Popina II (Categorie: locuire) (Tip: Tell)                 | oraș Însurăței | Ferma Rubla               | Boian - Giulești                  |            |                                               | Încărcați imagine | Raportați eroare |
| 43420.01.05 (Cod LMI: BR-I-m-B-02055.06) | Situl arheologic de la Însurăței - "Ferma Rubla" / ansamblu Popina II (Categorie: locuire) (Tip: Tell)                 | oraș Însurăței | Ferma Rubla               | Gumelnița - A1, A2                |            |                                               | Încărcați imagine | Raportați eroare |
| 43420.01.06 (Cod LMI: BR-I-m-B-02055.05) | Situl arheologic de la Însurăței - "Ferma Rubla" / ansamblu Popina II (Categorie: locuire) (Tip: Necropolă)            | oraș Însurăței | Ferma Rubla               |                                   |            |                                               | Încărcați imagine | Raportați eroare |
| 43420.01.07 (Cod LMI: BR-I-m-B-02055.01) | Situl arheologic de la Însurăței - "Ferma Rubla" / ansamblu Popina I (Categorie: locuire) (Tip: Așezare)               | oraș Însurăței | Ferma Rubla               | sec. XVII - XVIII                 |            |                                               | Încărcați imagine | Raportați eroare |
| 43420.03.01                              | Tumulul de la Însurăței - "Movila Grecești" / ansamblu anonim (Categorie: descoperire funerară) (Tip: Tumul)           | oraș Însurăței | Movila Grecești           |                                   |            |                                               | Încărcați imagine | Raportați eroare |
| 43420.04.01                              | Tumulul de la Însurăței - "Movila Săpată" / ansamblu anonim (Categorie: descoperire funerară) (Tip: Tumul)             | oraș Însurăței | Movila Săpată             |                                   |            |                                               | Încărcați imagine | Raportați eroare |
| 43420.05.01                              | Tumulul de la Însurăței - "Movilele Gemene" / ansamblu anonim (Categorie: descoperire funerară) (Tip: Tumul)           | oraș Însurăței | Movilele Gemene           |                                   |            |                                               | Încărcați imagine | Raportați eroare |
| 43420.06.01                              | Tumulul de la Însurăței - "Movila Ivănuș" / ansamblu anonim (Categorie: descoperire funerară) (Tip: Tumul)             | oraș Însurăței | Movila Ivănuș             |                                   |            |                                               | Încărcați imagine | Raportați eroare |
| 43420.07.01                              | Tumulul de la Însurăței -"Movila Păduchiosul Mare" / ansamblu anonim (Categorie: descoperire funerară) (Tip: Tumul)    | oraș Însurăței | Movila Păduchiosul Mare   |                                   |            |                                               | Încărcați imagine | Raportați eroare |
| 43420.08.01                              | Tumulul de la Însurăței -"Movila lui Novac" / ansamblu anonim (Categorie: descoperire funerară) (Tip: Tumul)           | oraș Însurăței | Movila lui Novac          |                                   |            |                                               | Încărcați imagine | Raportați eroare |
| 43420.09.01                              | Tumulul de la Însurăței - "Movila Țuțuianu" / ansamblu anonim (Categorie: descoperire funerară) (Tip: Tumul)           | oraș Însurăței | Movila Țuțuianu           |                                   |            |                                               | Încărcați imagine | Raportați eroare |
| 43420.20.01                              | Tumulul de la Însurăței -"Movila Puturosu" / ansamblu anonim (Categorie: descoperire funerară) (Tip: Tumul)            | oraș Însurăței | Movila Puturosu           |                                   |            |                                               | Încărcați imagine | Raportați eroare |
| 43420.10.01                              | Tumulul de la Însurăței -"Movila 23/18, 24" / ansamblu anonim (Categorie: descoperire funerară) (Tip: Tumul)           | oraș Însurăței | Movila 23/18, 24          |                                   |            |                                               | Încărcați imagine | Raportați eroare |
| 43420.02.01                              | Tumulul de la Însurăței -"Movila 1/25, 686" / ansamblu anonim (Categorie: descoperire funerară) (Tip: Tumul)           | oraș Însurăței | Movila 1/25, 686          |                                   |            |                                               | Încărcați imagine | Raportați eroare |
| 43420.12.01                              | Tumulul de la Însurăței - "Movila 6/31, 064" / ansamblu anonim (Categorie: descoperire funerară) (Tip: Tumul)          | oraș Însurăței | Movila 6/31,064           |                                   |            |                                               | Încărcați imagine | Raportați eroare |
| 43420.13.01                              | Tumulul de la Însurăței - "Movila Svârlețul" / ansamblu anonim (Categorie: descoperire funerară) (Tip: Tumul)          | oraș Însurăței | Movila Svârlețul          |                                   |            |                                               | Încărcați imagine | Raportați eroare |
| 43420.14.01                              | Tumulul de la Însurăței - "Movila Lișcoteanca" / ansamblu anonim (Categorie: descoperire funerară) (Tip: Tumul)        | oraș Însurăței | Movila Lișcoteanca        |                                   |            |                                               | Încărcați imagine | Raportați eroare |
| 43420.15.01                              | Tumulul de la Însurăței - "Ferma Călmățuiului" / ansamblu anonim (Categorie: descoperire funerară) (Tip: Tumul)        | oraș Însurăței | Ferma Călmățuiului        |                                   |            |                                               | Încărcați imagine | Raportați eroare |
| 43420.16.01                              | Tumulul de la Însurăței - "Movila Bulboaca" / ansamblu anonim (Categorie: descoperire funerară) (Tip: Tumul)           | oraș Însurăței | Movila Bulboaca           |                                   |            |                                               | Încărcați imagine | Raportați eroare |
| 43420.17.01                              | Tumulul de la Însurăței - Movila "Valea Călmățuiului" / ansamblu anonim (Categorie: descoperire funerară) (Tip: Tumul) | oraș Însurăței | Movila Valea Călmățuiului |                                   |            |                                               | Încărcați imagine | Raportați eroare |
| 43420.18.01                              | Tumulul de la Însurăței - "Două Movile" / ansamblu anonim (Categorie: descoperire funerară) (Tip: Tumul)               | oraș Însurăței | Două Movile               |                                   |            |                                               | Încărcați imagine | Raportați eroare |
| 43420.19.01                              | Situl arheologic de la Însurăței - "Popina A" / ansamblu anonim (Categorie: locuire civilă) (Tip: Așezare)             | oraș Însurăței | Popina A                  | Boian - Giulești                  | 1995       | 44°56′37″N 27°34′17″E / 44.94361°N 27.57139°E | Încărcați imagine | Raportați eroare |
| 43420.19.02                              | Situl arheologic de la Însurăței - "Popina A" / ansamblu anonim (Categorie: locuire civilă) (Tip: Așezare)             | oraș Însurăței | Popina A                  | Gumelnița - A1 și A2              | 1995       | 44°56′37″N 27°34′17″E / 44.94361°N 27.57139°E | Încărcați imagine | Raportați eroare |
| 43420.19.03                              | Situl arheologic de la Însurăței - "Popina A" / ansamblu anonim (Categorie: locuire civilă) (Tip: Așezare)             | oraș Însurăței | Popina A                  | geto-dacică                       | 1995       | 44°56′37″N 27°34′17″E / 44.94361°N 27.57139°E | Încărcați imagine | Raportați eroare |
| 43420.11.01                              | Situl arheologic de la Însurăței - "Popina B" / ansamblu anonim (Categorie: locuire civilă) (Tip: Așezare)             | oraș Însurăței | Popina B                  | Boian - Giulești                  |            | 44°56′37″N 27°34′35″E / 44.94361°N 27.57639°E | Încărcați imagine | Raportați eroare |
| 43420.11.02                              | Situl arheologic de la Însurăței - "Popina B" / ansamblu anonim (Categorie: locuire civilă) (Tip: Așezare)             | oraș Însurăței | Popina B                  | Gumelnița                         |            | 44°56′37″N 27°34′35″E / 44.94361°N 27.57639°E | Încărcați imagine | Raportați eroare |
| 43420.11.03                              | Situl arheologic de la Însurăței - "Popina B" / ansamblu anonim (Categorie: locuire civilă) (Tip: Așezare)             | oraș Însurăței | Popina B                  | geto-dacică                       |            | 44°56′37″N 27°34′35″E / 44.94361°N 27.57639°E | Încărcați imagine | Raportați eroare |
| 43420.21.01                              | Situl arheologic de la Însurăței - Terasă / ansamblu anonim (Categorie: locuire) (Tip: Așezare)                        | oraș Însurăței | Terasă                    | getică sec. IV-III a.CH           |            |                                               | Încărcați imagine | Raportați eroare |
| 43420.21.02 43420.21.02                  | Situl arheologic de la Însurăței - Terasă / ansamblu anonim (Categorie: locuire) (Tip: Așezare)                        | oraș Însurăței | Terasă                    | Dridu sec. IX-X                   |            |                                               | Încărcați imagine | Raportați eroare |
| 43420.22 43420.21.01                     | Așezarea getică de la Însurăței-Fântana Frumoasă / ansamblu anonim (Categorie: locuire) (Tip: așezare)                 | oraș Însurăței | Fântana Frumoasă          | getică sec. IV-III a. Chr.        |            |                                               | Încărcați imagine | Raportați eroare |